# Chaetostomella cylindrica
Chaetostomella cylindrica es una especie de insecto del género Chaetostomella de la familia Tephritidae del orden Diptera.

## Historia
Robineau-Desvoidy la describió científicamente por primera vez en el año 1830.